# Cantón de Vallauris-Antibes-Oeste
El cantón de Vallauris-Antibes-Oeste era una división administrativa francesa que estaba situada en el departamento de Alpes Marítimos y la región de Provenza-Alpes-Costa Azul.

## Composición
El cantón estaba formado por una comuna más una fracción de la comuna de Antibes:
- Antibes (fracción)
- Vallauris

## Supresión del cantón de Vallauris-Antibes-Oeste
En aplicación del Decreto n.º 2014-227 de 24 de febrero de 2014, el cantón de Vallauris-Antibes-Oeste fue suprimido el 22 de marzo de 2015 y sus 2 comunas pasaron a formar parte del nuevo cantón de Antibes-1.